# Мизеркорт
Мизеркорт (чечен. Мизир-корта) — горная вершина в Ачхой-Мартановском районе Чеченской Республики. Высота над уровнем моря составляет 1941 метра. Расположена на юго-западе Чечни, на границе с Итум-Калинским районом на южной стороне Мочча.

## Этимология
Чеченский исследователь-краевед, педагог и народный поэт А. С. Сулейманов сообщает о том, что Мизир-корта переводится как «Мизира вершина», на вершине сохранились следы древних культовых построек. Согласно преданию, на горе долгие годы находился Совет Старейшин для разбора и решения важных общественных дел, решения вопросов войны и мира, установления кодекса обычного права и т. д. По мнению А. С. Сулейманова Мизир — древневайнахское божество добра.